# Heinz Graffunder

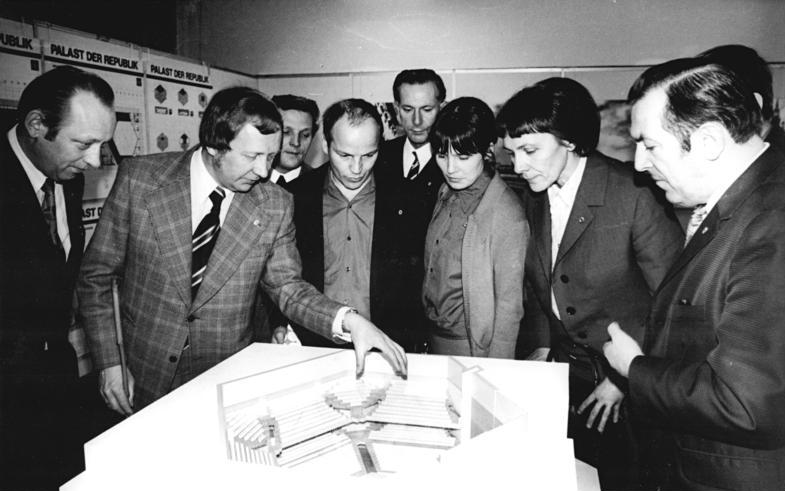
Graffunder visar en modell av Palast der Republik 1974.

Heinz Graffunder, född 23 december 1926 i Berlin, död där 9 december 1994, var en tysk arkitekt som framförallt var verksam i Östberlin och DDR. Graffunder ledde bland annat arbetet med Palast der Republik och flera andra offentliga byggnader. 
Graffunder tog en så kallad nödexamen (Notabitur) som en följd av andra världskriget och inkallades till krigstjänstgöring i Wehrmacht. Han hamnade i krigsfångenskap och gick senare i murarlära. Han studerade 1949–1952 arkitektur vid Vereinigte Bauschulen von Groß-Berlin. Han började sedan sin långa karriär som arkitekt och stadsplanerare vid Bauprojektbetreuung Groß-Berlin och dess efterföljare VEB Projektierung Berlin, VEB Hochbau II och VEB Berlin-Projekt. Han var där som arbetsledare ansvarig för offentliga byggprojekt som bostäder i Friedrichshain och Lichtenberg, byggnader i Tierpark och utomhusbadet i Pankow (1957–1960). Graffunder formgav också byggnader vid djurparkerna i Rostock, Cottbus, Neustrelitz, Magdeburg och Erfurt. Graffunder var även ansvarig för Östtysklands ambassad i Budapest (1963–1965).
1967 blev han avdelningschef på VEB Projektierung des Volkseigenen Wohnungsbaukombinates Berlin. Tillsammans med Dietmar Kuntzsch ansvarade han för planeringen av Rathauspassagen och var ansvarig för det nya bostadsområdet Fennpfuhl. Han var chefsarkitekt och ledare för arkitektkollektivet i skapandet av Palast der Republik. 1976–1988 ledde han som chefsarkitekt och chef för projekteringen byggandet av de nya stora bostadsområdena Marzahn och Hellersdorf i Östberlins utkanter. Han var sedan professor vid Bauhochschule Cottbus 1989. 1990–1994 ledde han den egna arkitektbyrån och engagerade sig för ett bevarande av Palast der Republik.